# Stangenried
Stangenried ist ein Ortsteil des Marktes Markt Indersdorf, der circa 47 Kilometer nordwestlich von München im oberbayerischen Landkreis Dachau liegt.

## Geschichte
Der Weiler Stangenried wurde 1340 urkundlich erwähnt als Sighardt von Preitenen, Richter zu Dachau und seine Frau Cecilia das Gut dem Kloster Indersdorf als Schenkung übereignen. Auch die anderen beiden Güter kamen später zum Kloster. Nach der Klosterauflösung 1783 kam Stangenried zur Gemeinde Langenpettenbach und am 1. Januar 1972 zum Markt Markt Indersdorf.